# Sé feliz/Amor de madrugada
Sé Feliz es el cuarto álbum de Lucía Méndez Fue lanzado al mercado en 1979.  El álbum tuvo éxito en USA, entró en varios estados con ventas altas.  El álbum entró a las listas de la revista Billboard, con mayor éxito en Los Ángeles CA y Chicago IL.

## Lista de canciones
1. Amor de madrugada (Lolita de la Colina)
2. Paloma blanca (Miguel Lerdo De Tejada)
3. Verte una vez Más (Juan Gabriel)
4. Besando la cruz (Chucho Monge)
5. Tengo sed (Juan Gabriel)
6. Acostúmbrame a vivir sin ti (Martín Peña)
7. En mi viejo San Juan (Noel Estrada)
8. Si amanece (Manuel Alejandro)
9. Espinita (Nicolás Jiménez)
10. Si pudieras ver (Alberto Borbon)

## Sencillos
- Verte una vez más (Juan Gabriel) / Tengo sed (Juan Gabriel)
- Amor de madrugada (Lolita de la Colina) / Paloma blanca (Miguel Lerdo De Tejada)

- Datos: Q5841237